# サミー・メヒア
サミー・メヒア（Sammy Jose Mejia, 1983年2月7日 - ）は、アメリカ合衆国ニューヨーク州ニューヨーク出身のバスケットボール選手。身長198cm、体重88kg。ポジションはシューティング・ガード。

## 経歴
学生時代はブロンクス区のセオドアルーズベルト高校、デ・ポール大学で過ごし、2007年のNBAドラフトで、デトロイト・ピストンズに全体57位で指名されたが、結局NBAのコートでプレイすることはなく解雇される。その後はDリーグでプレイした後、イタリアに渡り、セリエAにプレイの場を移した。